# Fuga Island
Fuga Island ist der Name einer Insel in der Provinz Cagayan auf den Philippinen. Sie gehört zum Inselarchipel der Babuyan-Inseln und liegt etwa 40 km vor der Nordküste der Insel Luzon, in der Luzonstraße. Die Insel hat eine Fläche von circa 100 km² und wird von der Stadtgemeinde Aparri verwaltet. Auf der Insel liegt das Barangay Fuga Island, das im Jahr 2007 1786 Einwohner hatte.
Fuga Island hat eine rechteckige Form mit einer Länge von 25 km und einer Breite von 5 km. Die Küstenlinie der Insel wird von kleineren Buchten geprägt. Im Westen der Insel liegt die Musa Bay, ihr vorgelagert sind die kleinen Inseln Mabaag und Barit Island. Die Topographie der Insel wird von einer flachhügeligen Landschaft gekennzeichnet, im nordöstlichen Inselzentrum am Mount Nanguringan steigt das Gelände bis auf 191 Meter über den Meeresspiegel. Der Pflanzenwuchs der Insel besteht teilweise aus dichter, tropischer Vegetation, teilweise aber auch aus intensiv landwirtschaftlich genutzten Flächen. 
Nordöstlich liegt Calayan Island in ca. 40 km, nördlich liegt Dalupiri Island in ca. 23 km, östlich liegt Camiguin Island in 34 km Entfernung von der Insel. Die Insel kann über den Hafen von Aparri erreicht werden.